# Notostigma carazzii
Notostigma carazzii är en myrart som först beskrevs av Carlo Emery 1895.  Notostigma carazzii ingår i släktet Notostigma och familjen myror. Inga underarter finns listade i Catalogue of Life.

## Bildgalleri

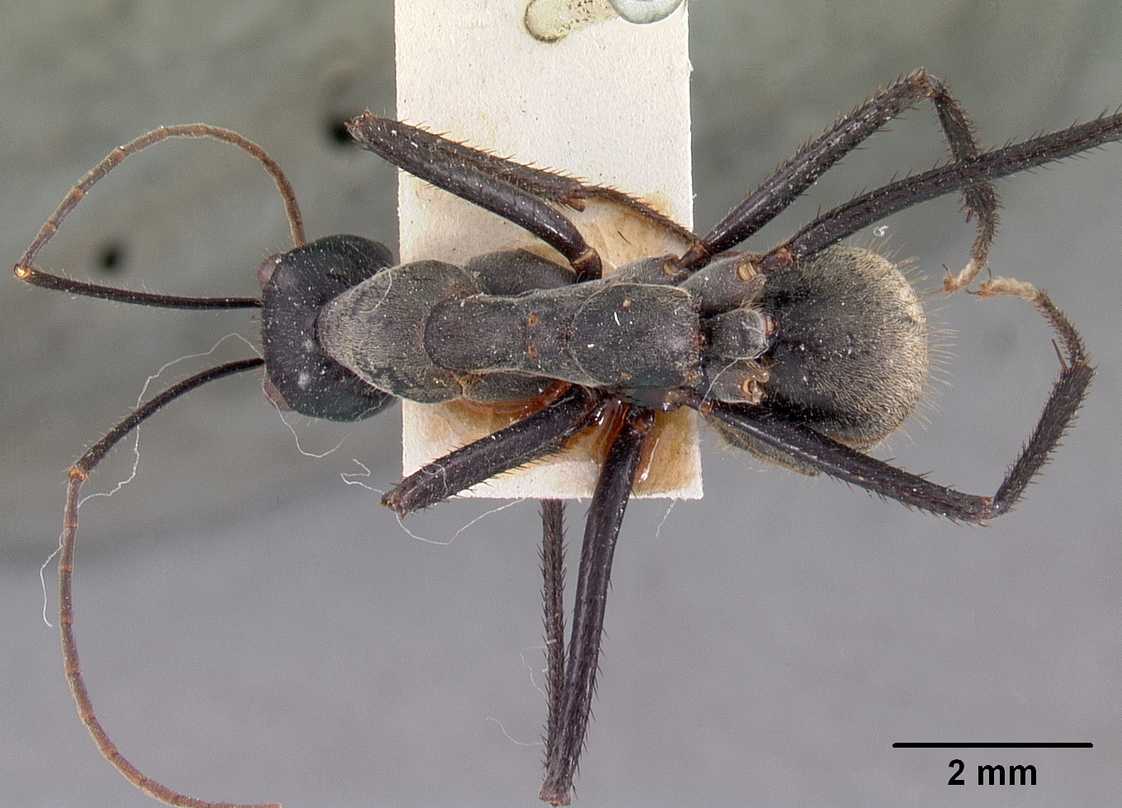
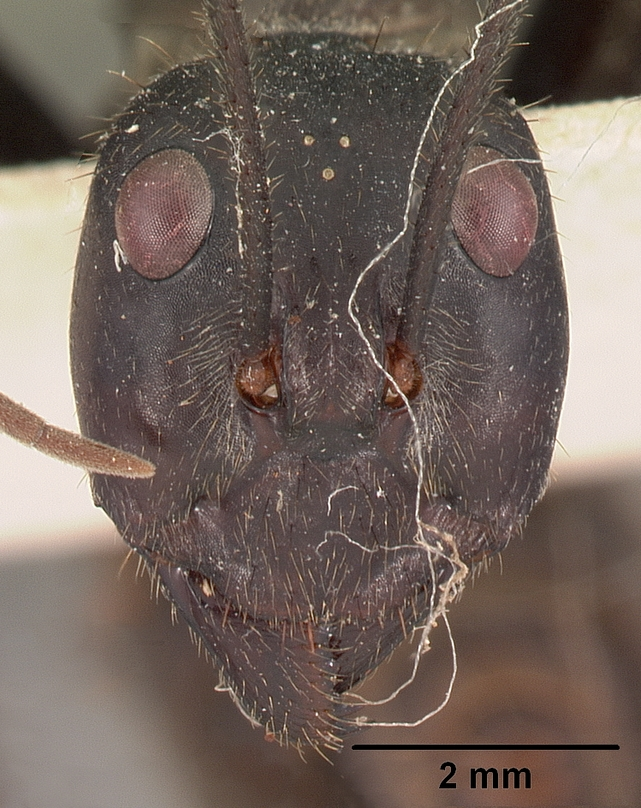
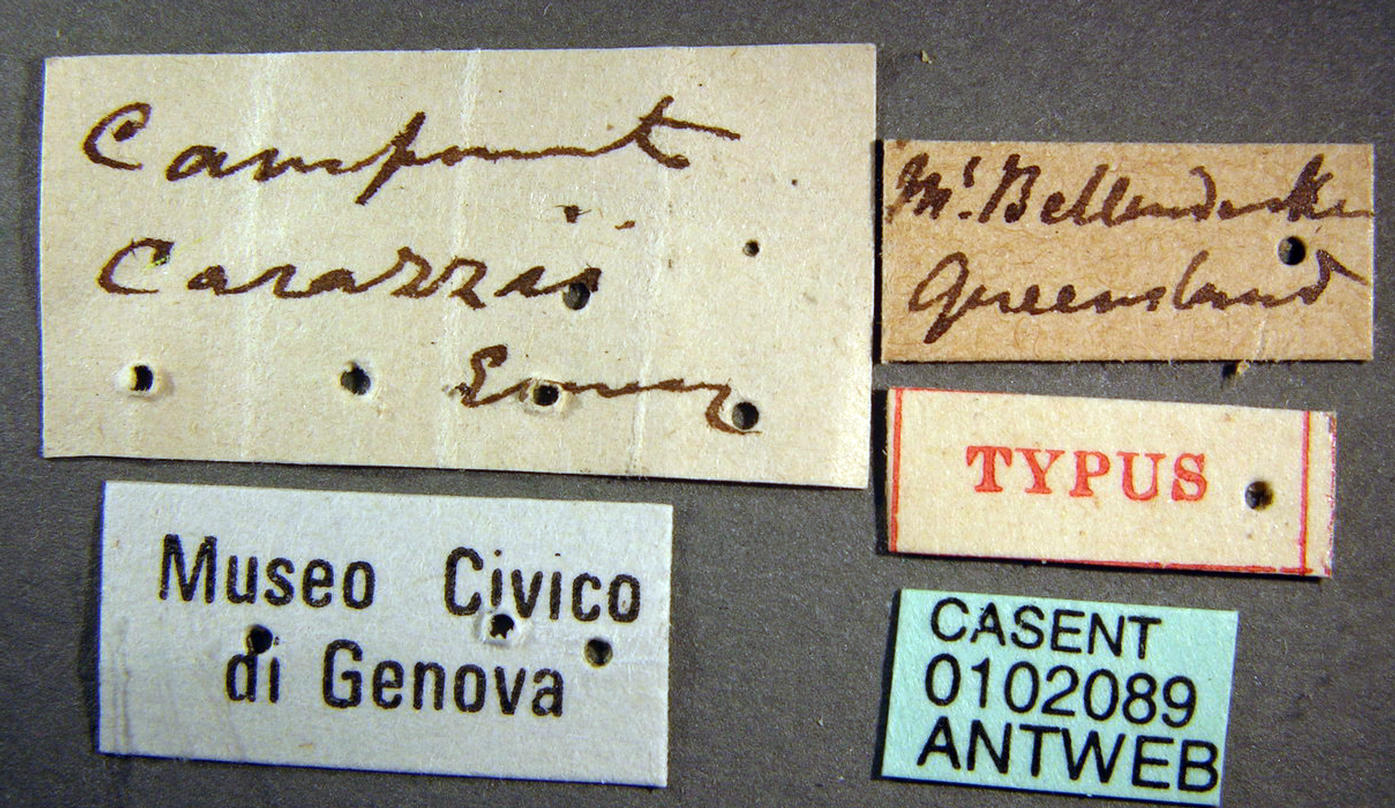
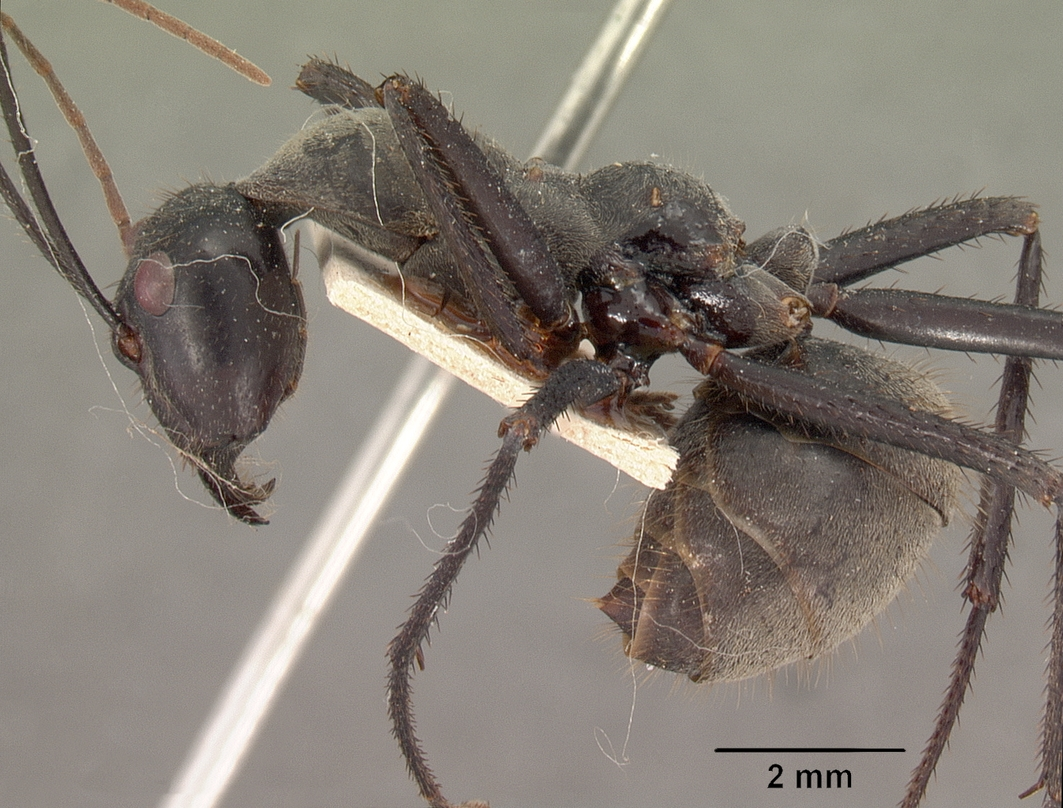
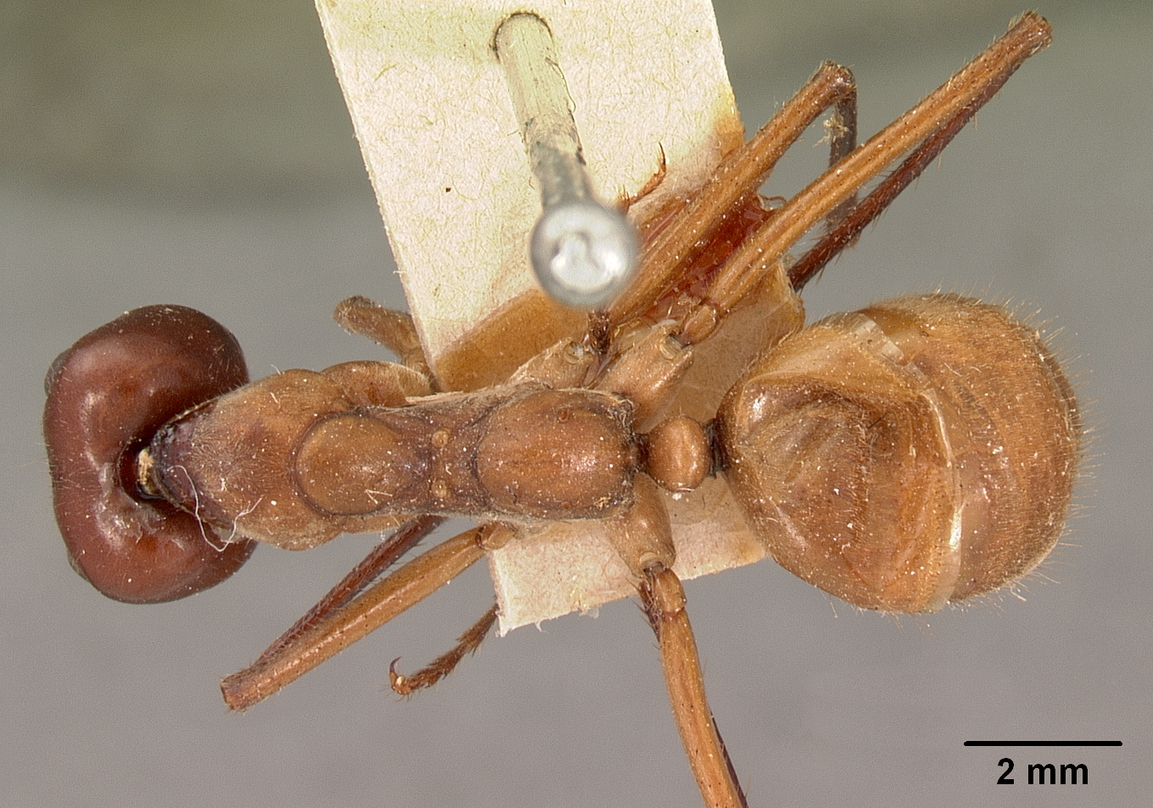
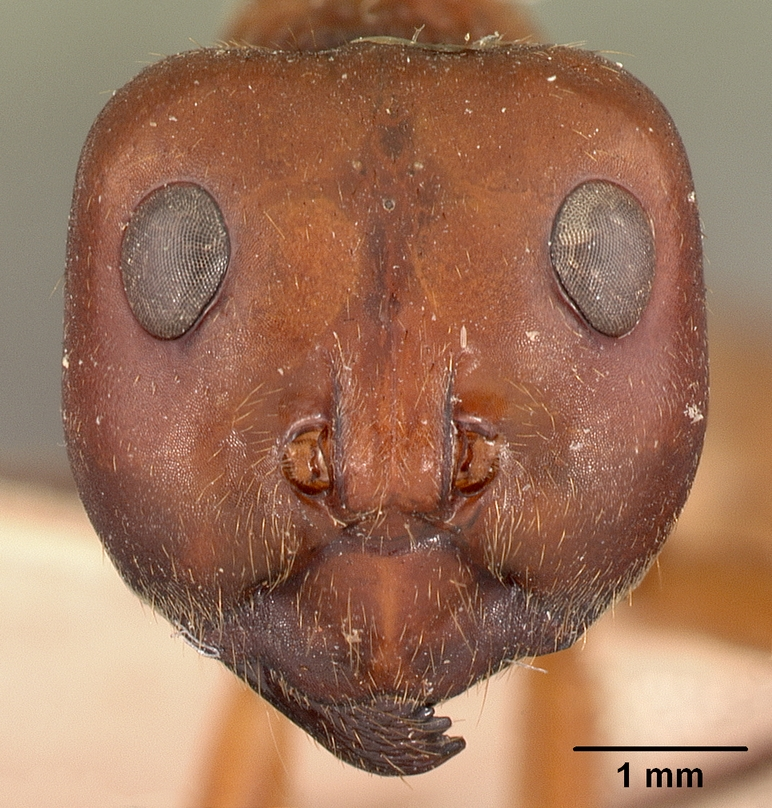